# Сан Ђустино Валдарно (Арецо)
Сан Ђустино Валдарно је насеље у Италији у округу Арецо, региону Тоскана.
Према процени из 2011. у насељу је живело 1528 становника. Насеље се налази на надморској висини од 299 м.